# Jiangyang Nongchang
Jiangyang Nongchang (kinesiska: 江洋农场) är en administrativ enhet på sockennivå i sydöstra Kina. Den ligger i Minhou härad i staden Fuzhou i provinsen Fujian,, omkring 27 kilometer nordväst om provinshuvudstaden Fuzhou. Antalet invånare är 1 845. Befolkningen består av 842 kvinnor och 1 003 män. Barn under 15 år utgör 14,0 %, vuxna 15-64 år 69 %, och äldre över 65 år 15,0 %. Enheten administrerar ett jordbruk.